# Таллин (большой противолодочный корабль)
«Таллин», позже «Владивосток» — большой противолодочный корабль проекта 1134Б. Состоял в Тихоокеанском флоте СССР. БПК «Таллин» стал первым из кораблей серии 1134Б, принявшим на вооружение универсальный ракетный комплекс «Раструб-Б».

## Строительство
Зачислен в списки кораблей ВМФ 7 мая 1975 года. 5 ноября того же года строительство корабля было начато на судостроительном заводе имени 61 коммунара в Николаеве (заводской № С-2007). Корабль назван в честь города Таллин.
5 ноября 1976 года спущен на воду. 17 ноября 1979 года вышел в море на государственные испытания, вступил в строй 31 декабря того же года.
23 февраля 1980 года был впервые поднят Военно-морской флаг. 28 марта того же года (31 декабря 1979 года) был включен в состав 175 БрРК 10 ОПЭСК Краснознамённого Тихоокеанского флота.

## Служба
Во время перехода на Тихий океан, БПК «Таллин» (командир капитан 2-го ранга Юрий Устименко) присоединился к нёсшему службу в Индийском океане (Сокотра — Мапуту — Маврикий) СКР «Летучий» (командир капитан 3-го ранга В. А. Хорьков). На БПК «Таллин» находился штаб 85 ОПБНК (контр-адмирал Г. И. Смирнов). Во время визита в Порт-Луи, на корабли поступила информация, что 26 — 27 ноября в Республике Сейшельские Острова состоялась попытка государственного переворота. И уже 28 ноября к 12 часам в порт Виктория пришёл «Летучий», к 18 часам подошёл БПК «Таллин» для эвакуации советского посольства и для оказания поддержки правительству если потребуется, чуть позже пришёл французский фрегат «Victor Schoelcher» также для поддержки президента Франс-Альбера Рене. С 13 по 17 декабря корабли вновь посетили Мапуту и вернулись в порт Виктория на Сейшельских островах. БПК «Таллин» и СКР «Летучий», находились в порту до января 1982 года.
С 16 по 20 февраля 1984 года визит в Массауа (Эфиопия).
1 марта 1985 года корабль был перечислен в состав 183-й БрПК. С 13 по 17 августа 1985 года визит в Вонсан (Северная Корея).
С 12 по 16 марта 1986 года произвел деловой заход в Джибути.
В январе 1989 года корабль был перечислен в состав 201-й БрПК.
В 1990 году корабль был поставлен в ремонт на «Дальзавод», который позже был фактически заморожен.
С марта 1991 года БПК «Таллин» числился в составе 48 дивизии противолодочных кораблей (ДиПК).
В сентябре 1992 года получил новое название — «Владивосток».
5 июля 1994 года исключён из состава ТОФ.
В мае 1996 года отправлен на разделку в Индию.